# Császka György
Császka György (születési nevén Császtka György, amelyet az 1860-as években magyarosított elhagyva belőle a ’t’ betűt)  (Nyitraszerdahely, 1826. december 4. – Budapest, 1904. augusztus 11.) római katolikus szepesi püspök, majd kalocsai érsek.

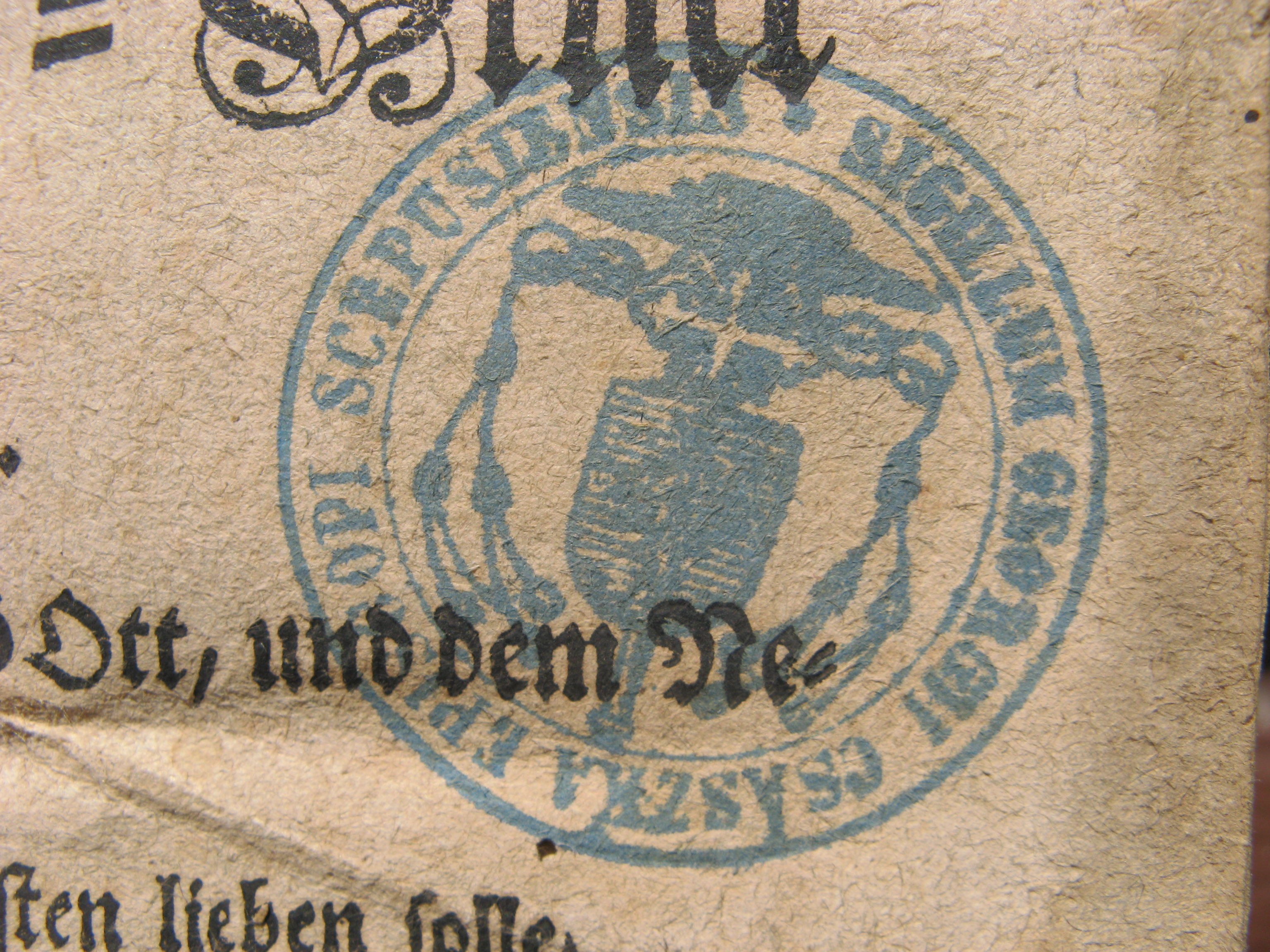
Császka György körpecsétje

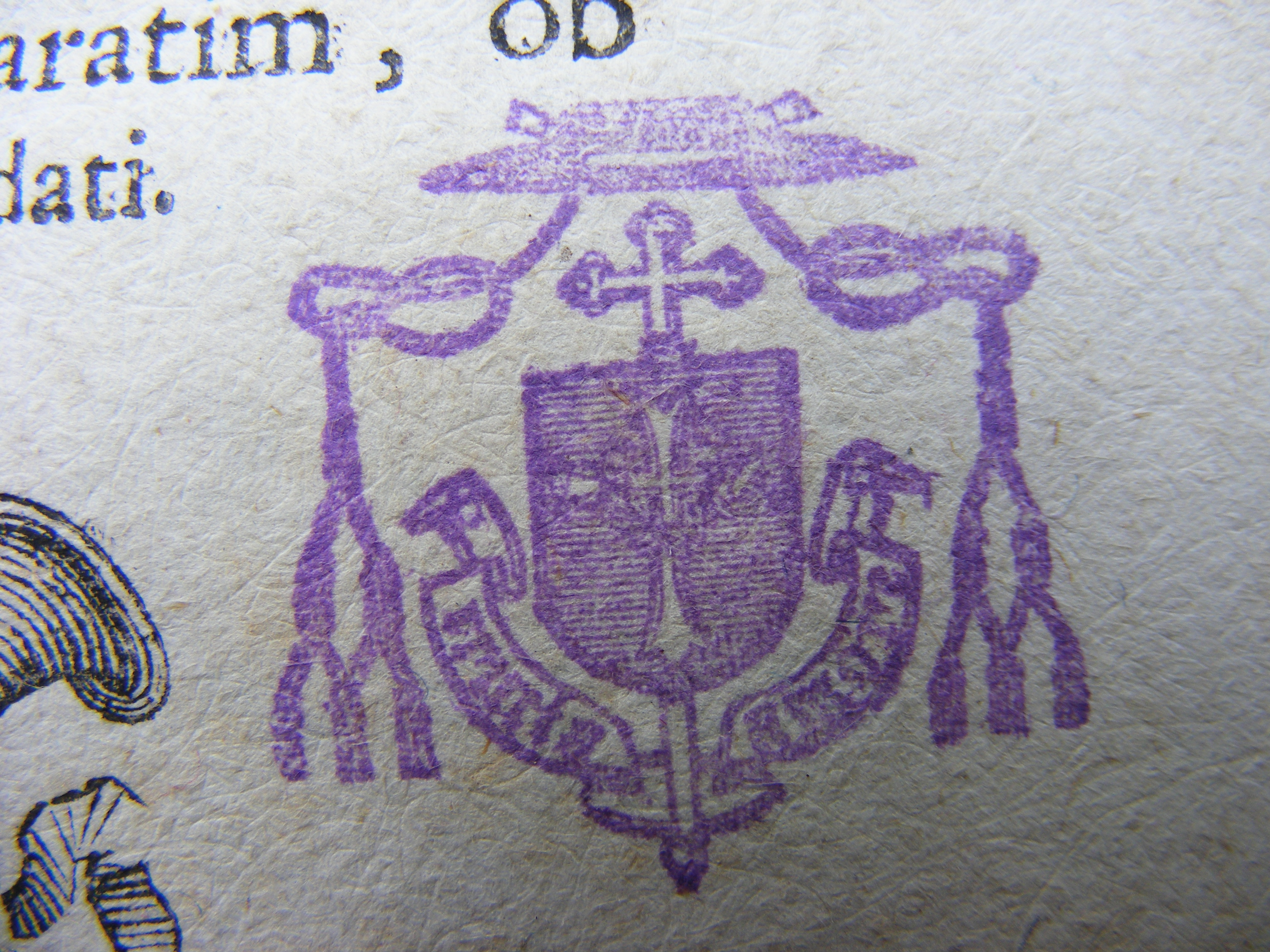
Császka György címerpecsétje

## Pályafutása
Édesapja, Császtka Jakab építész volt. Először a nyitrai piaristákhoz, majd Tatán és Esztergomban járt gimnáziumba, utóbbi helyen érlelődött meg benne a papi hivatás. Két évet töltött a pozsonyi kisszemináriumban, az Emericanumban. Nagyszombatban tanult bölcsészetet, 1847-től pedig Bécsben folytatta teológiai tanulmányait, mint pázmáneumi növendék. Első levelei és cikkei már ezekben az években napvilágot láttak különböző folyóiratokban, illetve 1846-ban megjelent pályairatát, A dohányzás tilalmáról papnöveldékben címűt jutalmazták is.
1850. szeptember 24-én szentelték pappá. Az Esztergomi főegyházmegyében szolgált, és szeptember 29-étől 1854-ig matematikát tanított Nagyszombatban a főgimnáziumban. Az osztrák tartományokban és a Felső-Olaszországban töltött 3 év után Nagyszombatba, majd Esztergomba hívták, 1853-tól érseki szentszéki jegyző és levéltárnok, 1856-ban érsekhelynöki titkár, 1864-ben pedig a prímási iroda igazgatója lett, majd 1870-ben Simor János prímás kinevezte esztergomi kanonokká. Ebben az időszakban folytatta tudományos tevékenységét is, további — egyházi témájú — cikkeket írt a Religio című folyóiratba, illetve elkezdett egy bölcsészetről szóló tankönyvet is. Kortársai és az esztergomi érsekek is nagyra becsülték jelleme, képességei, tudományos munkássága, a közügyekkel való törődése, segítőkészsége, szorgalma miatt.

### Szepesi püspöki tevékenysége
1874. február 27-én szepesi püspökké nevezte ki Ferenc József császár, július 19-én szentelte fel püspöknek Simor János esztergomi érsek. A szepességi hívek vezetésének ideje alatt támogatta a papság ellátását és nagy figyelmet fordított a magyar nyelv terjesztésére. Püspöksége előtt ezen a vidéken a templomokban magyar szó nem hallatszott, ő azonban bevezette az anyanyelvű prédikációt. Négy nagy leányiskolát alapított (Lőcsén, Rózsahegyen és Turdossinban), ahol apácák tanítottak, és a többi katolikus iskolában is bevezette a magyar nyelvű oktatást. Szepesolasziban leányárvaházat, Szepesváralján nyomdát alapított. Jelentős összeggel támogatta az oktatást, a tanítókat és tanulókat egyaránt. Támogatta a kulturális életet, 1890-ben hetilapot indított Szepesi Közlöny címmel. A szepeshelyi püspöki székesegyház és több régi templom restaurálása neki köszönhetően valósult meg, és támogatta az Akadémia dísztermének festetését is. Alapítója, több évig elnöke és támogatója volt a hazafias, magyar szellemű szlovák közművelődési egyletnek. Érdemeit a császár jutalmazta: valóságos belső titkos tanácsos és a Vaskorona-rend első osztályának tagja lett.

### A Kalocsai érsekség élén
1891. október 27-én nevezték ki Kalocsára, Haynald Lajos utódaként 1892. február 27-én foglalta el ünnepélyesen az érseki széket. Kalocsai érseksége idején a budapesti (II. kerületi) katolikus főgimnázium Ferenc József-nevelőintézetében több támogató között ő is biztosította egy tanuló helyét, az 1896-os millenniumi ünnepségek szervezésében részt vett, a Magyar Iparművészeti Múzeum országos kiállítására sok, kiváló minőségű egyházi emléket adományozott. Értékes műtárgyakkal vette magát körül, például a dunaszekcsői Herrmann Antal által faragott és festett szobrokkal. Kalocsán az érseknek köszönhetően felépült a Tanítók háza, a Katolikus Kör székháza és a Szegények háza, épületet kaptak a Legényegylet tagjai. Bővítette a nagyszemináriumot, így az épületnek lett kápolnája és könyvtára is. Természetesen az érseki könyvtár állományát is gyarapította könyveivel, illetve 1896-ban ő nevezte ki Winkler Pál áldozópapot könyvtárosnak. Az érseket a történelem, a genealógia (származástan) és a heraldika (címertan) érdekelte, Kalocsán fennmaradt könyvei erről tanúskodnak. A 19. század végére a könyvtár állománya már 60 000 kötetes volt, ezért az érsek külön könyvtárépületet terveztetett, mely végül nem épülhetett fel. Az 1899-ben megjelent Klasszikus aranybiblia második kötetének előszavát is Császka György írta.
Egyházmegyéjében több templom építéséhez is hozzájárult, például Zomborban; templomot és plébániát épített többek között Gyulafalva, Szilágyi és Wekerlefalva új telepítésű községekben, valamint plébániákat szervezett Cservenkán, Csengődön, Rémen, Felsőhegyesen és Tornyoson; Zentán és Óbecsén a második plébánia megalapítása fűződik a nevéhez. A kalocsai iskolanővéreknek a hódsági és az adai zárda létrejöttéhez, valamint a szentfülöpi iskola kibővítéséhez is támogatást adott. Az érsek jótékonykodását kitüntetésekkel, oklevelekkel köszönték meg, melyek ma a Kalocsai Érseki Levéltárban, az újkori érseki „perszonális oklevelek” között találhatóak (pl. szepesi püspöki kinevezése, Vaskorona-rend lovagja, kalocsai érseki kinevezése). Díszpolgára lett 1892-ben Szabadkának, 1901-ben Újvidéknek, 1902-ben Zombornak, 1903-ban Zentának stb.
Budán halt meg 1904. augusztus 11-én, temetése augusztus 16-án volt Kalocsán. Utóda 1905-ben a zombori születésű Városy Gyula lett, aki 1887-től az érseki könyvtár prefektusa, 1892-től pedig Császka György oldalkanonokja volt.

## Művei
- A dohányzás tilalmáról papnöveldékben. Megjutalmazott pályairat. Nagyszombat, 1846. (Császtka névvel.)[1]
- Viszonyszámi táblák. Tanítványai számára. Uo. 1853.[1]
- Oratio panegyrica in honorem angelici doctoris S. Thomae Aquinatis. Strigonii, 1874.